# Kurdějov
Kurdějov település Csehországban, Břeclavi járásban. Kurdějov Hustopeče, Horní Bojanovice, Diváky, Boleradice, Nikolčice és Starovičky településekkel határos. Lakosainak száma 451 fő (2024. január 1.).

## Népesség
A település lakosságának változását az alábbi diagram mutatja:
| Lakosok száma | 978  | 993  | 916  | 412  | 347  | 381  | 429  | 421  | 435  | 451  |
|               | 1869 | 1900 | 1921 | 1961 | 1980 | 2011 | 2016 | 2019 | 2021 | 2024 |